# 水平線は夜動く
『水平線は夜動く』（すいへいせんはよるうごく）は、cinema staffの1枚目のシングル。2011年1月12日に、under_barからリリースされた。

## 概要
cinema staffにとって初となるシングル。また、両A面シングルである。また今作は、「線」をテーマにした、コンセプト・シングルとなっている。

## 収録曲
（全作詞：三島想平、作曲・編曲：cinema staff）
1. 水平線は夜動く [1:31]
インストゥメンタル
アウトロが、そのまま次曲のイントロへとつながっていく[4]。
2. daybreak syndrome [4:43]
MVが制作されている
3. GATE [5:25]
MVが制作されている
4. Poltergeist [2:34]
他の3曲とは打って変わって、ハードコアな楽曲となっている。